# Nové pole
Nové pole je přírodní rezervace v katastrálním území obce Plavecký Mikuláš v okrese Malacky v Bratislavském kraji na Slovensku. Území bylo vyhlášeno v roce 1983 a jeho rozloha je 6,77 hektaru. Předmětem ochrany jsou zbytky slatinišť typických pro západní podhůří Malých Karpat.